# Antonín Růžička (malíř)
Antonín Růžička (6. července 1887 Čáslav – 14. května 1951 Praha) byl český malíř a profesor kreslení.

## Život
Narodil se v Čáslavi v rodině kováře a váženého měšťana Antonína Růžičky, který však záhy zemřel a rodina se dostala do svízelné situace. Absolvoval základní a střední školu a po maturitě se v roce 1906 přihlásil na Uměleckoprůmyslovou školu do Prahy, kde studoval u prof. E. Dítěte. Během studia jej špatná finanční situace donutila přijmout práci učitele malby a posléze přestoupil na pražskou malířskou akademii, kde studoval u prof. V. Hynaise a J.Praislera. Současně se studiem na malířské akademii působil coby pedagog od roku 1910 na Státní průmyslové škole v Praze a roku 1914 se oženil s Antonií Nimburskou. Kolem roku 1923 namaloval oponu pro zrekonstruované Dusíkovo divadlo v Čáslavi. Za svůj život obdržel několik stipendií, získal Turkovu cenu, cenu České akademie a v tisku byl pochvalně oceňován odbornou kritikou. Byl mimo jiné i mistrem pastelové techniky. Vystavoval v nejprve v Čáslavi a později po celých Čechách, jeho dílo bylo vystavováno i v Londýně a New Yorku. Reprodukce jeho děl byly otištěny ve Zlaté Praze, Světozoru či Topičově sborníku. Zemřel náhle v Praze roku 1951.

## Výstavy (výběr)

### Autorské
- 1923 – Čáslav
- 1924 – Antonín Růžička: Výběr obrazů za posledních deset let 1913–1923, Topičův salon (1918–1936), Praha

### Společné
- 1915 – Výstava českých výtvarníků, Obecní dům (Reprezentační dům obce pražské), Praha

## Galerie

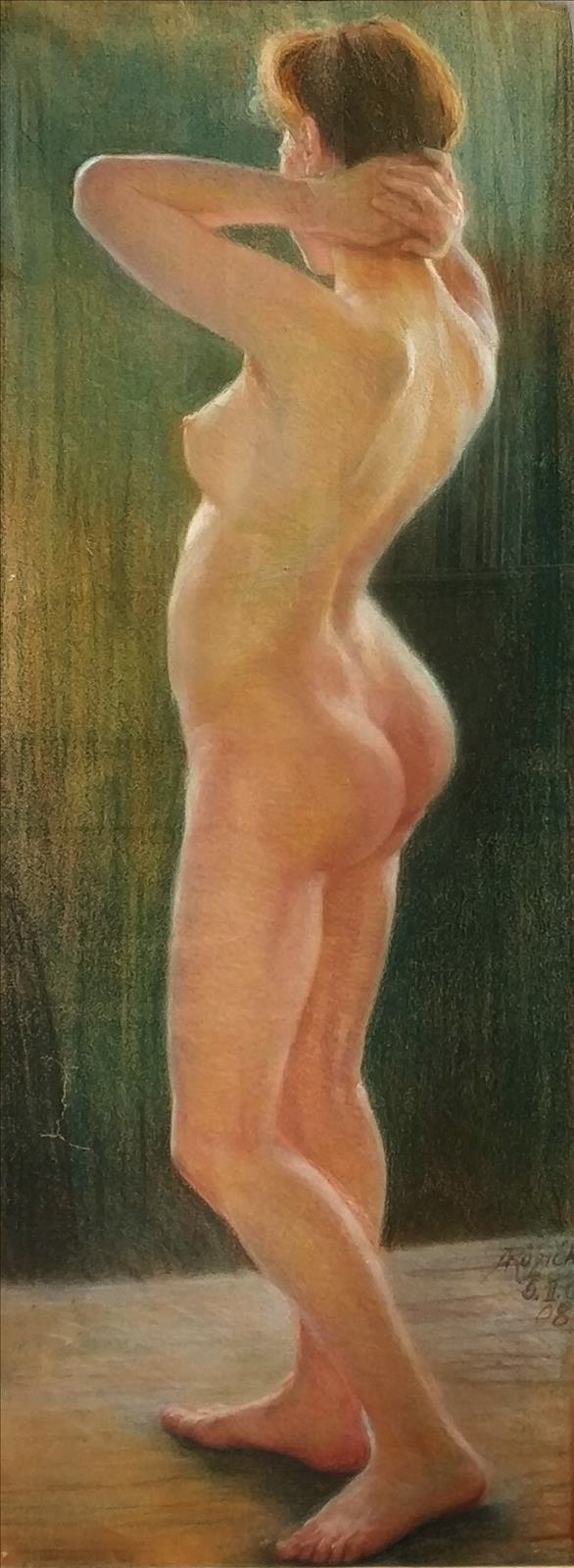
Antonín Růžička Akt (pastel, 1908)
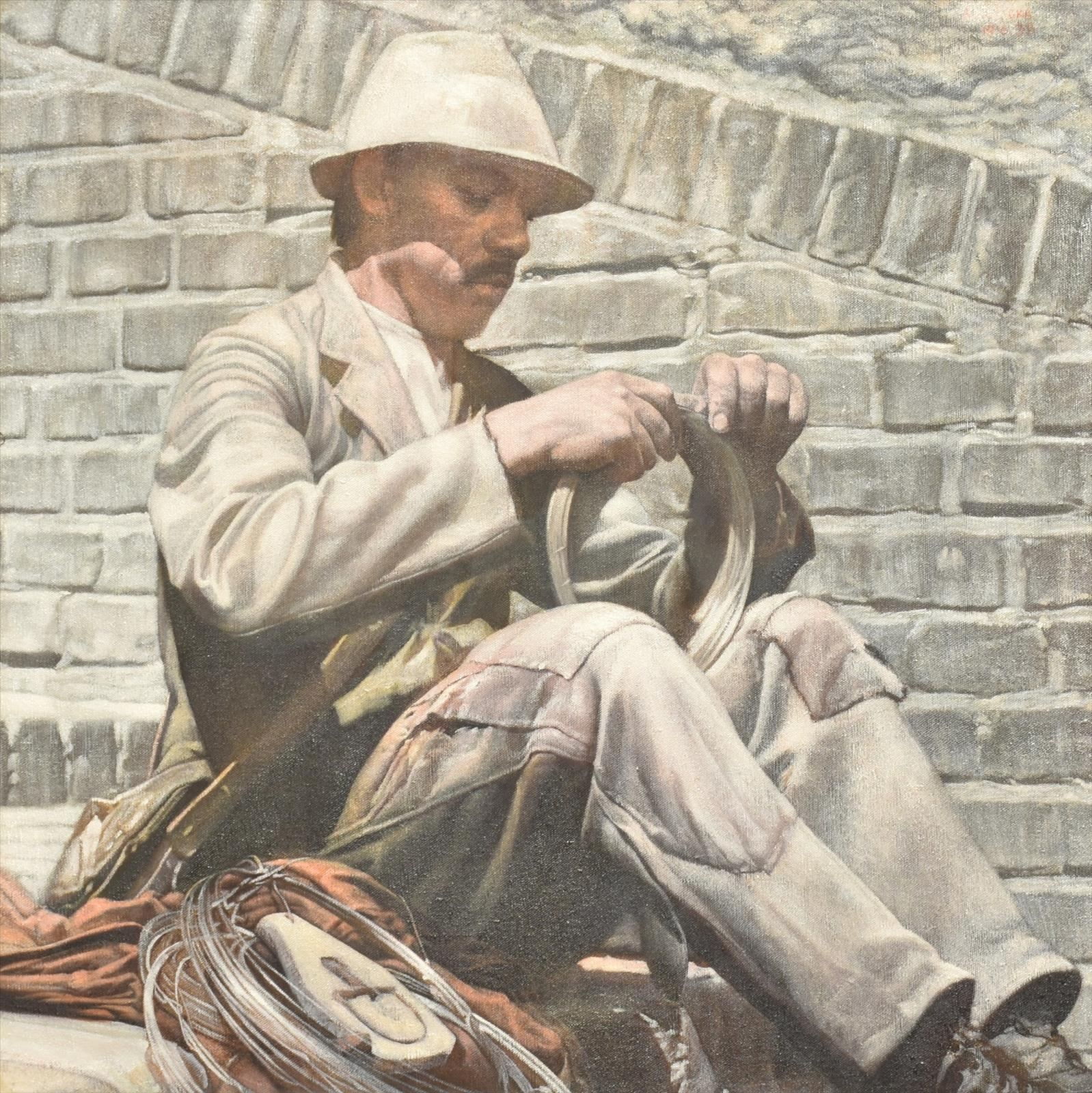
Antonín Růžička Dráteník (1918)
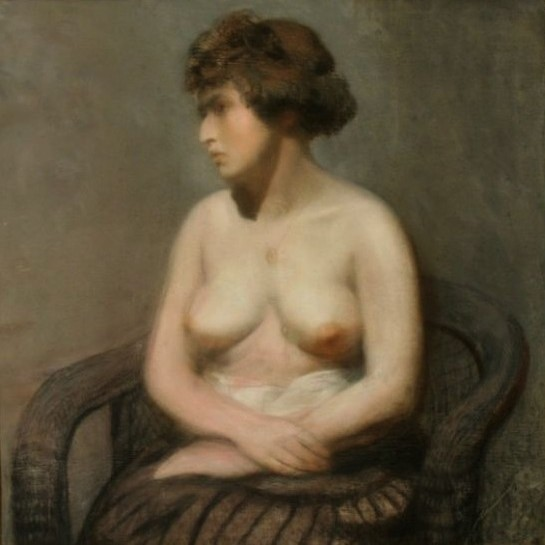
Antonín Růžička Akt (pastel, 1924)
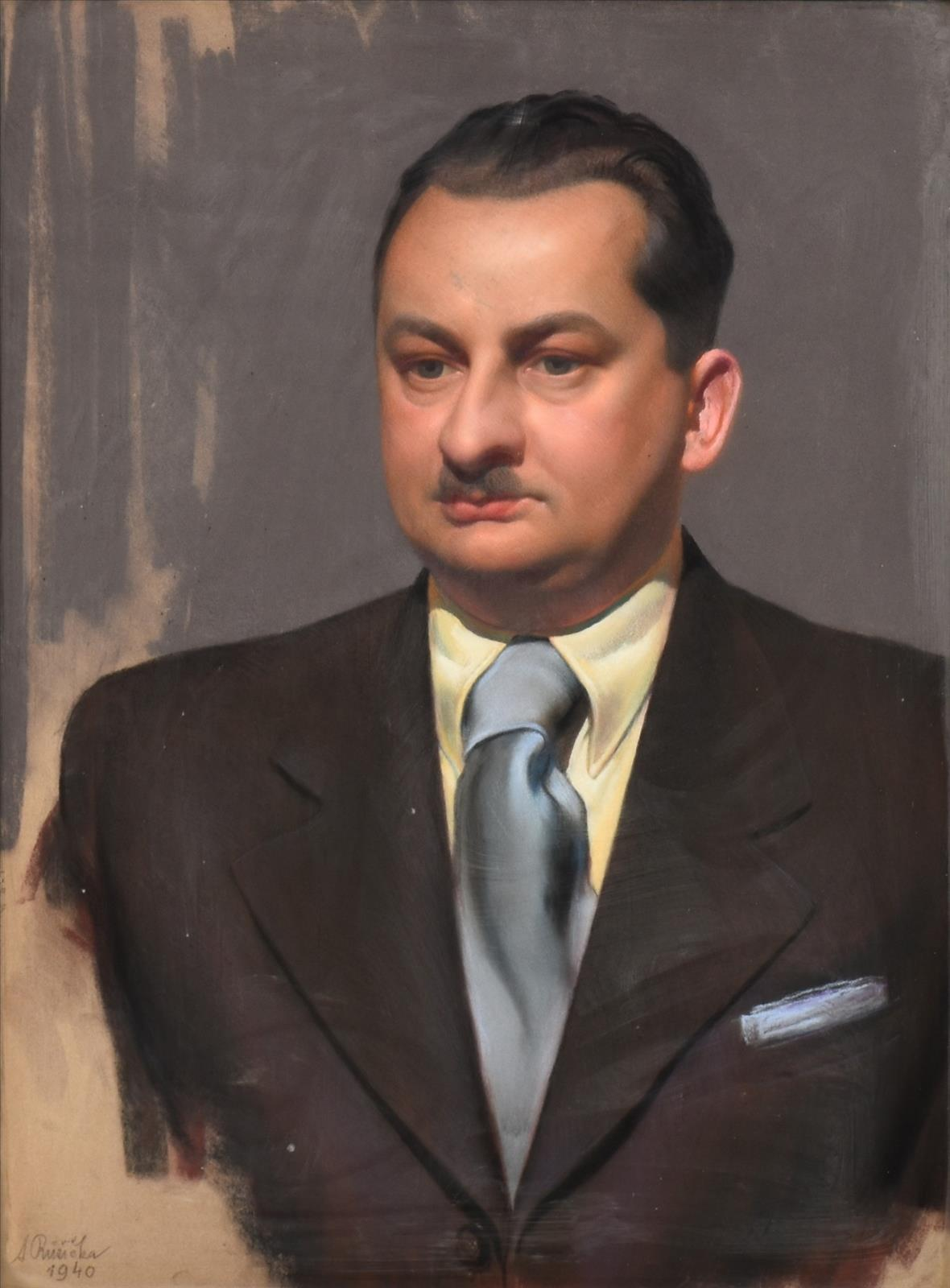
Antonín Růžička Portrét muže (1940)
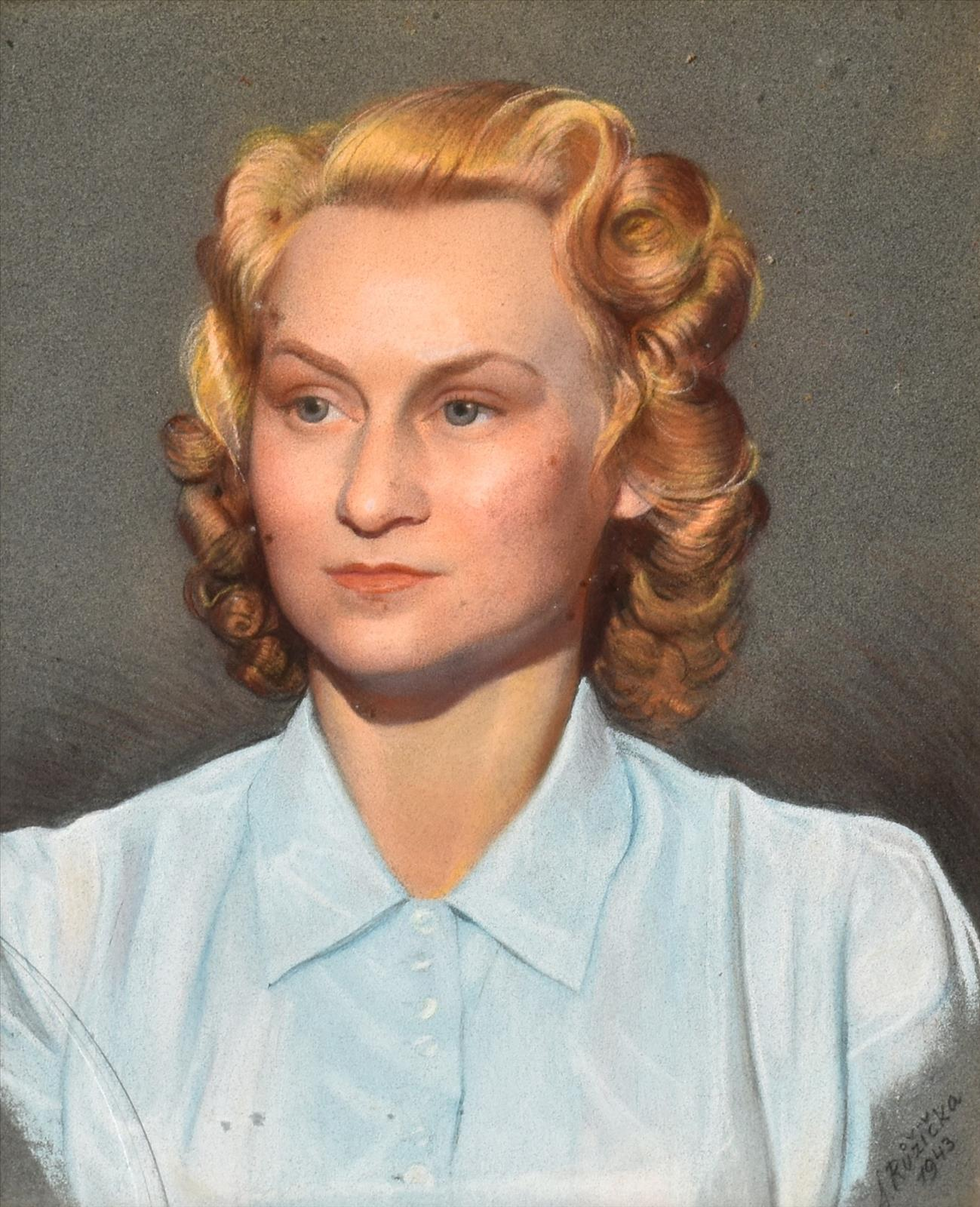
Antonín Růžička Portrét ženy (1943)
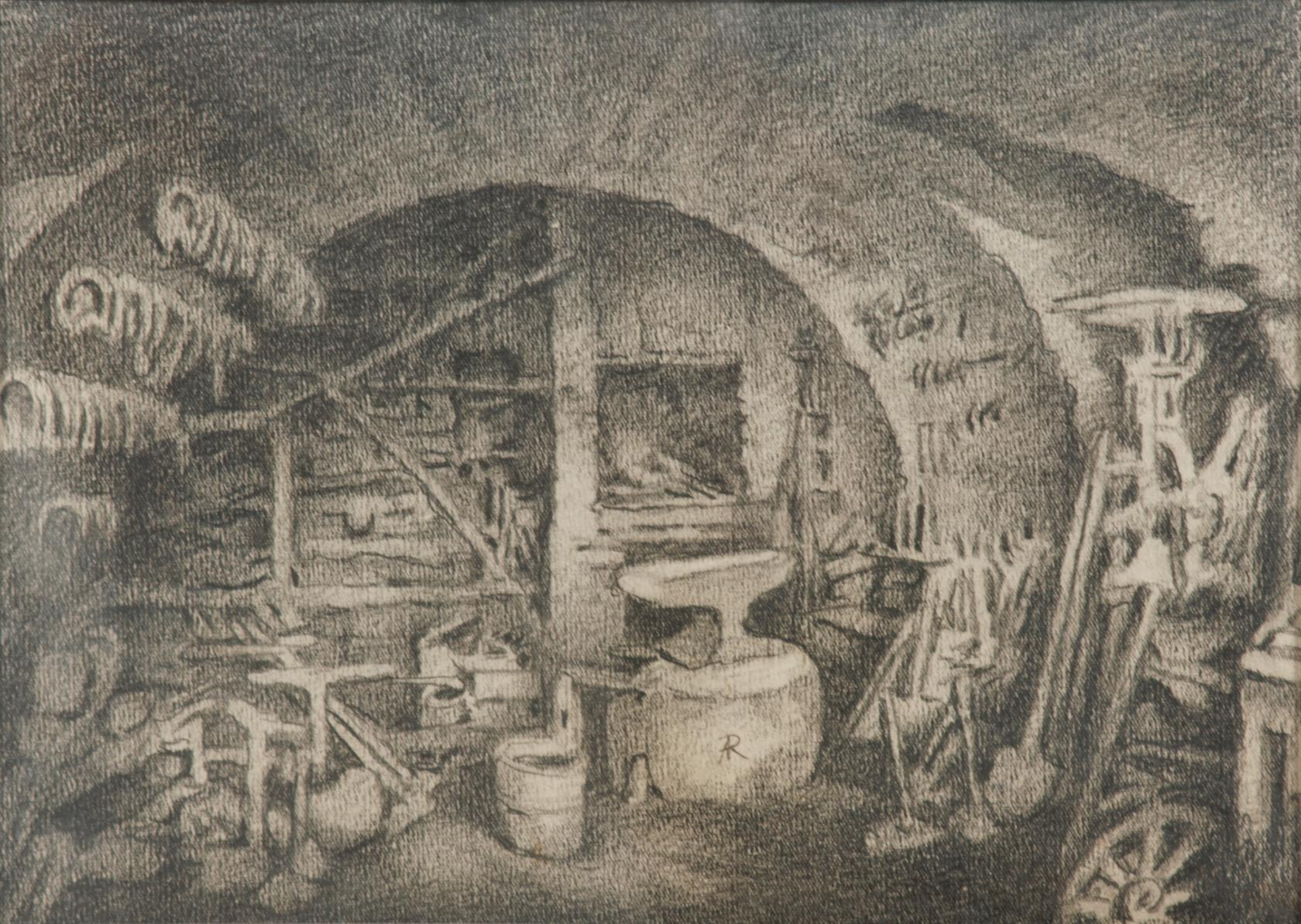
Antonín Růžička Kovárna (kresba)
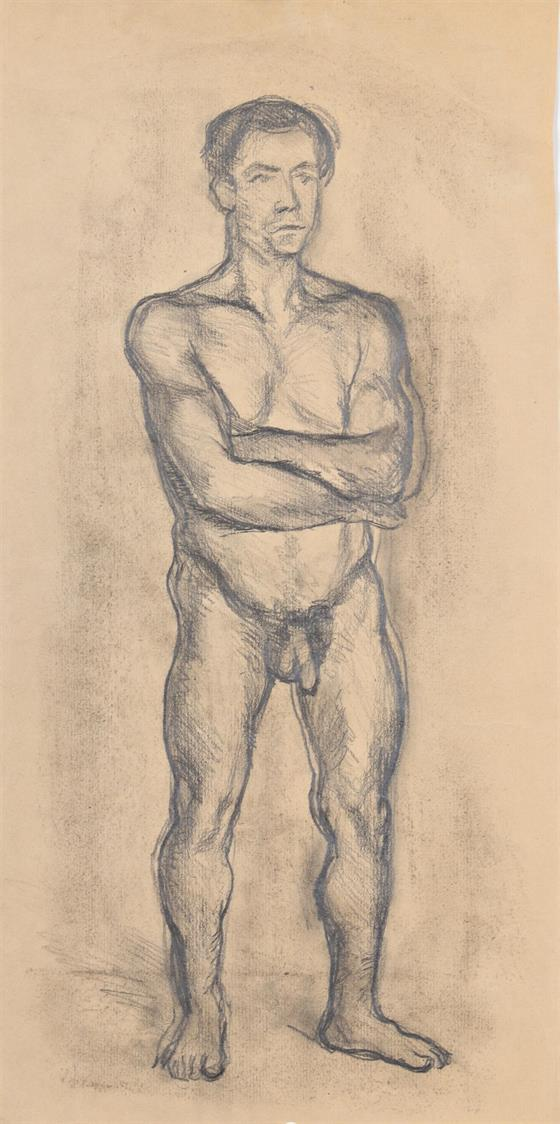
Antonín Růžička Mužská postava (kresba)